# جبات (إب)

تعديل مصدري - تعديل

جبات هي إحدى قرى عزلة المقاطن بمديرية إب التابعة لمحافظة إب، بلغ تعداد سكانها 335 نسمة حسب تعداد اليمن لعام 2004.